# 十三張
十三張是一種撲克遊戲，使用撲克牌型，盛行於華人地區。常稱之為華人撲克（Chinese Poker）、羅宋，撲克遊戲的一種，盛行於華人地區。通常4人一起玩，經常用來賭博。

## 各種玩法

### 香港一般玩法
玩法，
- 開牌前，各閒家向莊家下注。
- 各人把十三張牌排成三段（道），稱頭、中及尾。頭有三張，中及尾各五張。第一墩必須小於第二墩，第二墩必須小於或等於第三墩，否則為「倒水」（擺烏龍）。凡「倒水」者全賠。
  - 頭因為只有三張牌，因此不算順、花。只可能是不成花式（稱無頭）、一對或三條。
- 各人排好牌後，打開牌跟莊家比較大小。頭跟頭比，二道跟二道比，尾跟尾比。
- 比較時，先比牌型。牌型相同時，再比點數。
  - 部分玩法的規則，比點數時由最大點數的牌比起，相同時比第二大的牌，如此類推。十三張不需計算花色。
  - 部分玩法的規則訂成對莊家稍為有利：只比點數最大的一隻牌。倘若相同，一律由莊家勝。（俗稱食夾棍）
- 賠率：頭、二度或尾，每段勝出得最少一注，以下情況得超過一注（留意不可以倒水！）：
  - 三條摆「頭」：勝出得三注。
  - 夫佬（滿堂紅）摆「二道」:勝出得兩注。
  - 四條摆「尾」：勝出得四注。作「二道」：得八注。
  - 同花順摆「尾」：勝出得五注。作「二道」：得十注。
- 任何一方得遇上以下的組合（例牌）通吃，稱為「報到」
  - 「三順/三蛇」：二道及尾為順子，頭亦為三张連續的順子。勝三注。
  - 「三花」：二道及尾為同花，頭亦為三张相同的同花。勝三注。
  - 「六對半」：牌中有六對。勝三注。
  - 「雜龍」：A.K.Q.J.10.9.8.7.6.5.4.3.2各一張。勝十三注。（出現機會約為9,462分之一）
  - 「青龍」：全同花的一條龍，勝注有争議，出現機會只為158,753,389,900分之一。
  - 倘若莊家及閒家同時報到，由莊家賠閒家。

### 台式玩法
玩法如下：
- 四人中一人為莊家（也可以四人对比），莊家把牌分成四份，每份。
- 開牌前，各閒家向莊家下注。
- 各人把十三張牌排成三段（道），稱頭、二道及尾。頭有三張，二道及尾各五張。第一墩必須小於第二墩，第二墩必須小於或等於第三墩，否則為「翻船」（擺烏龍）。凡「翻船」者全賠。
  - 頭因為只有三張牌，因此不算順、花。只可能是不成花式（稱無頭）、一對或三條。
- 各人排好牌後，打開牌跟莊家比較大小。頭跟頭比，二道跟二道比，尾跟尾比。
- 比較時，先比牌型。牌型相同時，比點數。
- 牌型为：同花顺〉铁支〉葫芦〉同花〉顺子〉三条〉两对〉对子〉乌龙
  - 部分玩法的規則，比點數時由最大點數的牌比起，相同時比第二大的牌，如此類推。十三張是不計算花色。（A>K>Q>J>10>9>8>7>6>5>4>3>2）
  - 部分玩法的規則訂成對莊家稍為有利：只比點數最大的一隻牌。倘若相同，一律由莊家勝。（俗稱食夾棍）
- 賠率：頭、中或尾，每段勝出得最少一注，以下情況得超過一注（留意不可以翻船！）：
  - 三條摆「頭」：勝出得三注。
  - 夫佬/葫芦（滿堂紅/中堵葫芦）摆「二道」:勝出得兩注。
  - 摆「尾」：勝出得三或四注。作「二道」：得四或八注。
  - 同花順摆「尾」：勝出得四或五注。作「二道」：得五或十注。

- 任何一方得遇上以下的組合（例牌）通吃，稱為「報到，特殊牌型」
  - ：二道及尾為同花，頭亦為三张相同的同花。勝三注。
  - ：二道及尾為順子，頭亦為三张連續的順子（QKA、KA2、JQKA2除外）。勝四注。
  - 「四套三条」：牌中有4組三條。勝八注。
  - ：牌中有全黑或全红。勝十注。
  - ：牌中有2，3，4，5，6，7和8。勝十二注。
  - ：牌中有8，9，10，J，Q，K和A。勝十二注。
  - 「三分天下/三铁支」：牌中有三个铁支。勝二十注。
  - ：牌中有三个同花顺，頭亦為三张連續且同花式的順子（QKA、KA2、JQKA2除外）。勝二十四注。
  - 「十二皇族/字一色」：牌中只有JQKA。勝三十二注。（出現機會只為1,133,952,785分之一）
  - 「一條龍」：A.K.Q.J.10.9.8.7.6.5.4.3.2各一張。勝三十六注。（出現機會約為9,462分之一）
  - 「至尊清龙/清一色」：全同花的一條龍，勝注有争議（一百零八），出現機會只為158,753,389,900分之一。
  - 倘若莊家及閒家同時報到，由莊家賠閒家。

### 玩法3
玩法如下：
1. 首先制定金額：1分×元，也可以×分1元。另：也可以使用下注玩法，分數最高者贏得底池。
2. 把牌分成四份，每份十三張。
3. 各人把十三張牌配成三墩，稱為刁牌（出牌），稱首墩（第一墩）、中墩（第二墩）、尾墩（第三墩）。第一墩三張，第二、三墩各五張。
刁牌時，第一墩必須小於第二墩，第二墩必須小於或等於第三墩，否則為倒水。
4. 比牌：各家先比牌型，再比數字（點數），不比花色。三墩分別比牌。牌型見下。
5. 算分：每墩分開計分，4人分別比牌，贏墩加分，輸墩扣分，平手0分。

☆牌型為：同花順>鐵支>葫蘆>同花>蛇>三條>兩對>對子>烏龍。
☆點數大小:A>K>Q>J>10>9>8>7>6>5>4>3>2
普通牌型說明：
- 同花順：5張相同花色且數字連續的牌
- 鐵支（四梅）：4張相同點數的牌，配上1張雜牌
- 葫蘆：3張相同點數的牌配上一對
- 同花：5張花色相同的牌
- 順子：5張數字連續的牌
- 三條：3張相同點數牌配上兩張雜牌
- 兩對：2組對子，配上1張雜牌
- 對子：2張同點數的牌，俗稱「輪車」。若第一墩，需外加任一單張。若為第二、三墩，則需要外加任三張牌；在亞洲，若有三組對子牌組則稱為「三輪車」，五組則稱為「五輪車」

特殊加分:「輸給此玩家者」支付一定分數
- 衝三（第一墩三條）：輸家需額外支付1分
- 中墩葫蘆：輸家需額外支付1分
- 中墩鐵支：輸家需額外支付3分
- 中墩同花順：輸家需額外支付4分
- 尾墩鐵支：輸家需額外支付2分
- 尾墩同花順：輸家需額外支付3分
- 打槍：三墩皆勝於另1玩家可打槍此玩家，被打槍的玩家須支付基本三分與特殊加分（例:被衝三打槍，支付3+1分）。
- 全壘打：一玩家打槍另外三名玩家，則此玩家得分再乘以二，負分由三名玩家平均分攤。

特殊牌型：不參與一般比牌，直接亮牌即可得分。（兩位玩家以上有特殊牌時，較小的牌還是要支付較大的排分數，但較大的不必支付較小的）

## 報到牌型
| 特殊牌型名稱    | 牌型說明                                                             | 總墩數                                                                                  | 牌型舉例 |
| --------------- | -------------------------------------------------------------------- | --------------------------------------------------------------------------------------- | --- |
| 三同花/三花聚頂 | 中墩及尾墩為同花，首墩亦為3張相同的花色。                            | 每位玩家3分，總共9分。                                                                  | 第一墩： 第二墩： 第三墩： |
| 三順子/三蛇出洞 | 中墩及尾墩為順子，首墩亦為三張連續數字（QKA, KA2不算在內）。         | 每位玩家4分，總共12分。                                                                 | 第一墩： 第二墩： 第三墩： |
| 六對半          | 6對加1張雜牌。                                                       | 每位玩家4分，總共12分。                                                                 | 第一墩： 第二墩： 第三墩： |
| 四套三條        | 4組三條加1張雜牌。                                                   | 每位玩家6分，總共18分。                                                                 | 2 of clubs · 2 of diamonds · 2 of spades · 6 of diamonds · 6 of hearts · 6 of spades · 8 of clubs · 8 of hearts · 8 of spades · 9 of diamonds · 9 of hearts · 9 of spades · King of spades                            |
| 湊一色          | 13張牌全是黑色或紅色。                                               | 每位玩家10分，總共30分。                                                                | 3 of clubs · 3 of spades · 4 of clubs · 4 of spades · 6 of clubs · 7 of clubs · 8 of spades · 9 of spades · 10 of clubs · Jack of clubs · Jack of spades · Queen of spades · Ace of spades                            |
| 全小            | 13張牌皆為2~8。                                                      | 每位玩家10分，總共30分 （可抽走湊一色10分）。                                           | 2 of clubs · 3 of clubs · 3 of diamonds · 3 of hearts · 4 of diamonds · 4 of spades · 5 of clubs · 6 of diamonds · 7 of clubs · 7 of diamonds · 7 of hearts · 7 of spades · 8 of diamonds                             |
| 全大            | 13張牌皆為8~K和A。                                                   | 每位玩家10分，總共30分 （可抽走全小、湊一色10分）。                                     | 8 of clubs · 9 of clubs · 9 of diamonds · 10 of hearts · Jack of diamonds · Jack of spades · Queen of clubs · Queen of diamonds · Queen of hearts · King of diamonds · King of hearts · King of spades · Ace of clubs |
| 三分天下        | 牌組有3副四條(等於六對半)。                                          | 每位玩家20分，總共60分 （此種牌型加分數有爭議，因若把三分天下當一般牌型用也108分）。    | |
| 三同花順        | 第2、3墩為同花順，第1墩亦為3張同花色且數字連續（QKA, KA2不算在內）。 | 每位玩家20分，總共60分 （可抽走三分天下20分、三同花3分、三順子4分）。                   | 第一墩： 第二墩： 第三墩： |
| 十二皇族        | 全部牌皆為JQKA。                                                     | 每位玩家24分，總共72分 （此種牌型加分數有爭議，因若把十二皇族當一般牌型用至少也84分）。 | |
| 一條龍          | A.K.Q.J.10.9.8.7.6.5.4.3.2各一張。                                   | 每位玩家36分，總共108分。                                                               | |
| 至尊清龍        | 全同花的一條龍。                                                     | 每位玩家108分，總共324分。                                                              | |

## 術語及其他
十三張賭博在華南、港澳以至於其他華人地區，如臺灣、新加坡、东南亚華人區一帶都頗為流行，部分術語更摻入香港流行俗語中。例如：「無頭、一啤、蛇」；「啤、啤、夫」；「六啤半」等，都是十三張的組合。無頭指「頭」為「無對」；「啤」(音pe1)即一對，「夫」即葫蘆(Full House)。「無頭、一啤、蛇」即指頭為無對，二道為一對,尾為順子，是非常普通的組合，香港俚語中有「非常普通」、「懶惰」的含意。
十三張遊戲勝負以固然運氣成份居多，但长远下来，还是靠技巧，例如手中的兩對，可以分拆成兩對分別放在「頭」及「二道」，亦可以一起放在「二道」成「兩對」；要看形勢作出決定。很多人有先把牌順序排好才排牌的習慣，細心的對手可從此猜想到是否有「花」、「夫」等組合。
十三張牌中最小的組合可能是不成花的兩對。可以排作「粒、粒、滔(two)」（無對、無對、兩對）或「無、啤、啤」（無頭，一對，一對）。除了一條龍及通吃的「報到」外，最大的組合為：「三條、同花順、同花順」，可得十八注。
「兩亂顧一蘆」，台灣俗語，牌型為「無、無、葫蘆」，延伸義為放棄大部分，至少要保住手上僅有的優勢。

## 如有玩家報到一條龍是否勝出
十三張已不只是香港人的桌面遊戲，而在線上，亦非常流行，並吸引很多西方國家接觸這個中國版本的撲克遊戲（牌九撲克、十三張同名）。

## 台灣玩法
- 打槍：當某玩家的組合中頭墩、中墩、尾墩全贏另一個玩家時，基本注翻倍計算（原本全勝基本注得三注，此時翻倍為六注）。因此規則之故，「打槍」也被用來當做「拒絕」的代名詞。

- 全壘打（Home Run的組合中頭墩、中墩、尾墩全贏場上所有玩家時，除「打槍」所獲得的各家基本注翻倍以外，此時所贏得之基本注再倍增（原本各家打槍後贏得各家六注，此時倍翻為十二注）。

不過，特殊牌型（三同花、六對半等）的紅利計算不在加倍範圍內。

## 菲律賓玩法
- 玩法與一般十三張相同，特別之處在於莊家有權要求”換三張牌”。

- “換三張牌”由莊家決定次數，包括: 不換，換一次，換兩次。
- 交換次序由莊家決定，包括：順時針，逆時針，與對家交換。
- 交換後牌型一般較好，建議初次接觸“菲律賓十三張” 注意分數。